# Геотермальная энергетика России
Геотермальная энергетика России — отрасль российской электроэнергетики, обеспечивающая энергоснабжение с использованием геотермальной энергии. По состоянию на 2020 год, в России эксплуатируются четыре геотермальные электростанции общей мощностью 81,4 МВт, три в Камчатском крае и одна в Сахалинской области (Курильские острова). В 2018 году они выработали 427 млн кВт·ч электроэнергии. На 2022 год мощность геотермальной энергетики составляла 74 МВт.
Кроме получения электроэнергии, геотермальная энергия используется для отопления и горячего водоснабжения: установленная тепловая мощность геотермальных систем теплоснабжения составляет 310 МВт, а годовое потребление достигает 170 млн кВт·ч.

## Действующие ГеоЭС

### Мутновская ГеоЭС
Крупнейшая геотермальная электростанция России — мощность 50 МВт, среднегодовая выработка около 350 млн кВт·ч. Введена в эксплуатацию в 2002 году, совместно с Верхне-Мутновской ГеоЭС обеспечивает около 30 % энергопотребления Центрального энергоузла Камчатки. Существует возможность увеличения мощности Мутновской ГеоЭС, как за счет строительства новых очередей станции (потенциал месторождения позволяет разместить электростанции общей мощностью около 300 МВт), так и повышения эффективности работы действующей станции путем монтажа бинарного энергоблока мощностью 13 МВт, использующего тепло сбросного сепарата.

### Верхне-Мутновская ГеоЭС
Установленная мощность станции — 12 МВт, среднегодовая выработка электроэнергии — около 65 млн кВт·ч. Введена в эксплуатацию в 1999 году, работает в едином комплексе с Мутновской ГеоЭС.

### Паужетская ГеоЭС
Установленная мощность станции — 12 МВт, располагаемая мощность ограничена количеством поставляемого пара и составляет 5,8-6,0 МВт, ежегодная выработка электроэнергии составляет около 42 млн кВт·ч. Первая геотермальная электростанция России, введена в эксплуатацию в 1966 году. Обеспечивает электроэнергией изолированный Озерновский энергоузел, используя ресурсы Паужетского геотермального месторождения. Также в составе Паужетской ГеоЭС имеется экспериментальный бинарный энергоблок мощностью 2,5 МВт, который должен был использовать в качестве теплоносителя сбросной сепарат температурой 120°С. По состоянию на 2019 год энергоблок не введён в эксплуатацию.

### Менделеевская ГеоТЭС
Установленная мощность — 7,4 МВт. Располагается на острове Кунашир около вулкана Менделеева, Сахалинская область. Введена в эксплуатацию в 2002 году. В 2016 году выведена из эксплуатации, вновь заработала после реконструкции в 2019 году с увеличением мощности с 3,6 МВт до 7,4 МВт.

## Выведенные из эксплуатации ГеоЭС

### Паратунская ГеоЭС
Располагалась на Камчатке, вблизи посёлка Термальный, использовала геотермальные ресурсы Паратунских источников. Экспериментальная электростанция, построенная для отработки бинарного геотермального цикла (первая бинарная геотермальная электростанция в мире). Мощность — 0,6 МВт.

### Океанская ГеоТЭС
Установленная мощность — 2,5 МВт. Расположена у подножия вулкана Баранского на острове Итуруп, Сахалинская область. Введена в эксплуатацию в 2007 году, в 2013 году остановлена в результате аварии, в 2016 году окончательно закрыта.

## Использование геотермальных источников для теплоснабжения
В Дагестане геотермальные воды используются для отопления и горячего водоснабжения. Три крупнейших геотермальных месторождения — Махачкала-Тернаирское, Кизлярское и Избербашское — в сумме дают 4,4 млн тонн горячей (55-105 °С) воды в год, или 148 млн. кВт•ч тепловой энергии.

## Потенциал
Имеются оценки, согласно которым потенциал геотермальной энергии в России значительно превышает запасы органического топлива (до 10-15 раз). Выявленные в России запасы геотермальных вод (температура 40-200 С, глубина залегания до 3500 м) составляют около 14 млн м³ горячей воды в сутки, что соответствует около 30 млн тонн условного топлива
Наиболее доступный к освоению геотермальный потенциал сосредоточен на Камчатке и Курильских островах. Ресурсы геотермальных месторождений Камчатки оцениваются в 250—350 МВт электроэнергии (по другим данным — в 2000 МВт), Курильских островов — в 230 МВт, что потенциально позволяет полностью закрыть потребности регионов в электроэнергии, теплоснабжении и горячей воде. Существенные объемы геотермальных ресурсов находятся на Северном Кавказе, Ставропольском и Краснодарском краях. В частности, в Дагестане разведано 12 геотермальных месторождений, в Чеченской республике — 14 месторождений, в Краснодарском крае — 13 месторождений. В целом разведанные ресурсы геотермального теплоносителя на Северном Кавказе позволяют обеспечить эксплуатацию электростанций мощностью около 200 МВт. В Дагестане ведется добыча геотермального теплоносителя для теплоснабжения, геотермальным отоплением пользуются более 100 тысяч человек
В Калининградской области имеется геотермальное месторождение с температурой теплоносителя 105—120°С, потенциально пригодное для использования в электроэнергетике. Существует проект бинарной ГеоЭС мощностью 4 МВт в городе Светлый. В Центральной части России высокотемпературный геотермальный теплоноситель в основном залегает на глубинах более 2 км, что делает его использование в целях электроэнергетики экономически неэффективным. Возможно использование теплоносителя с температурой 40-60°С, залегающего на глубине 800 м, в целях теплоснабжения.
В Западной Сибири в ходе бурения нефтегазовых скважин на глубине до 1 км обнаружены геотермальные ресурсы Западно-Сибирского артезианского бассейна, потенциал которых оценивается в более чем 200 млн Гкал в год .

## История
В СССР разведка геотермальных ресурсов была начата в 1957 году с бурения первой скважины на Паужетском геотермальном месторождении. Геологоразведочные работы закончились в 1962 году, что позволило перейти к проектированию и строительству Паужетской ГеоЭС. Пуск первой в СССР геотермальной электростанции состоялся в 1966 году при мощности 5 МВт. В 1967 году была введена в эксплуатацию экспериментальная Паратунская ГеоЭС мощностью 0,6 МВт, первая в мире геотермальная электростанция с бинарным циклом.
В сентябре 1977 года Госплан СССР принял решение построить Мутновскую ГеоЭС мощностью 200 МВт с вводом первых агрегатов в 1984—1985 годах. В 1983 году сроки строительства первой очереди были сдвинуты на 1986—1990 годы. Запасы месторождения были представлены в Государственный комитет по запасам только в 1987 году, а утверждены — в 1990 году. В 1988 году была создана дирекция строительства Мутновской ГеоЭС, но в связи со сложной экономической ситуацией в стране строительство станций затянулось, в 1999 году была введена в эксплуатацию опытно-промышленная Верхне-Мутновская ГеоЭС мощностью 12 МВт, в 2001 году — Мутновская ГеоЭС мощностью 50 МВт.
В 2002 году введена в эксплуатацию Менделеевская ГеоТЭС мощностью 3,6 МВт на острове Кунашир, в 2007 году — Океанская ГеоТЭС на острове Итуруп. По состоянию на 2020 год, Океанская ГеоТЭС выведена из эксплуатации.